# Charles Henry Plumb

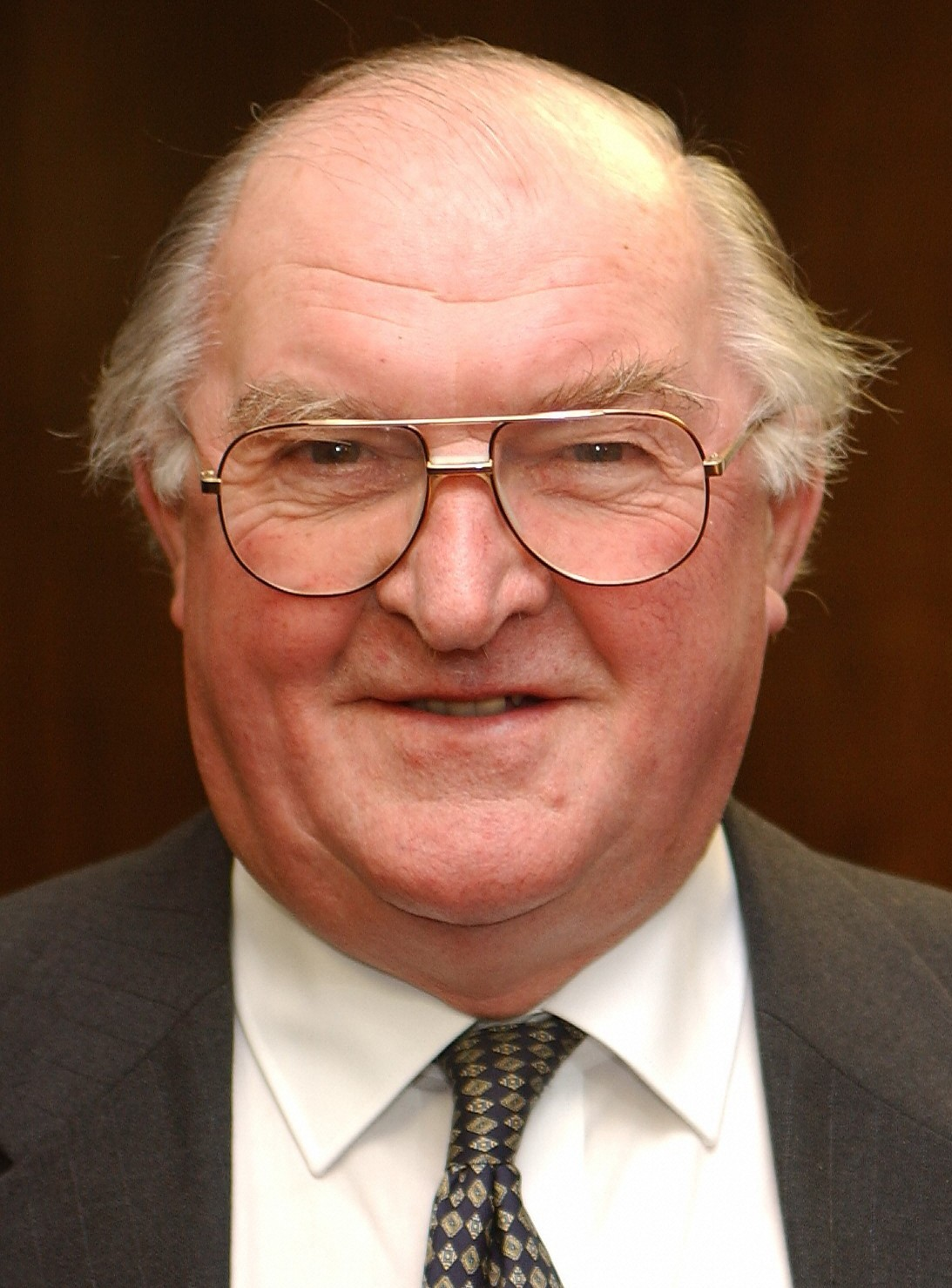
Baron Plumb in 2001

Charles Henry Plumb (Coleshill, 27 maart 1925 – 15 april 2022), in 1987 in de adelstand verheven als Baron Plumb of Coleshill, was een Brits politicus van de Conservatieve Partij.
Henry Plumb was een vooraanstaand lid van de National Farmers Union en was van 1970 tot 1979 voorzitter van deze organisatie. Tussen 1979 en 1999 was hij lid van het Europees Parlement en van 1987 tot 1989 daarvan voorzitter, als de enige Brit die deze functie heeft bekleed. Op 3 november 2017 trok Plumb zich terug als lid van het Hogerhuis en verliet de politiek op 92-jarige leeftijd. 